# Paix éternelle (532)
Pour les articles homonymes, voir Paix éternelle.
La paix éternelle (en grec : ἀπέραντος εἰρήνη) est conclue en 532 entre l'Empire byzantin et l'Empire sassanide. C'est un traité de paix d'une durée indéfinie qui met fin à la guerre d'Ibérie entre les deux puissances. Elle ouvre une période de relations relativement apaisées entre les deux rivaux jusqu'en 540, avec la réouverture des hostilités autour du contrôle du royaume de Lazique.

## Histoire
La guerre d'Ibérie a été provoquée par la rébellion des Ibères contre les Perses en 524-525 mais n'a débouché sur aucun vainqueur. Les Perses parviennent à réprimer la révolte mais ne peuvent conquérir de terres byzantines, à l'exception des deux forts de Scanda et de Sarapanis en Lazique. En effet, après quelques revers, les Byzantins parviennent à infliger deux grandes défaites aux Perses en 530, à Dara et à Satala. Par la suite, ils s'emparent des deux forts frontaliers de Bolum et Pharangium en Persarménie, avant d'être vaincus à la bataille de Callinicum l'année suivante. Tout au long de ces conflits, des trêves et des négociations continuent d'avoir lieu sans résultats. 
Avec la mort de Kavadh Ier à la fin de 531, un tournant intervient. Son fils Khosro Ier fait face à une situation interne instable et il doit donc consolider son pouvoir. Dans le même temps, Justinien recherche la paix depuis plusieurs années pour lancer des opérations de reconquête d'anciens territoires de l'Empire romain en Occident. Les ambassadeurs byzantins Rufinus, Hermogène, Alexandre et Thomas sont bien mieux reçus par Khosro et un accord est rapidement trouvé. Justinien accepte de payer 110 quintaux d'or aux Perses, en échange de la défense par ces derniers des cols du Caucase contre les incursions des Barbares vivant au-delà. En outre, le quartier-général du dux Mesopotamiae est retiré de Dara et installé à Constantina. Les deux dirigeants se reconnaissent comme égaux et se promettent une assistance mutuelle,. Dans un premier temps, Khosro refuse de rendre les deux forts conquis en Lazique et demandent le retour des deux forteresses de Persarménie prises par les Byzantins. Si Justinien accepte, il revient rapidement sur sa décision, mettant un terme à l'accord. Toutefois, au cours de l'été 532, une nouvelle ambassade d'Hermogène et Rufinus persuade Khosro d'accepter un échange des forts litigieux et de permettre aux rebelles ibères exilés d'avoir le choix entre rester au sein de l'Empire byzantin ou rentrer chez eux sans être persécutés. 
Les années suivantes se caractérisent par les bonnes relations et la coopération entre les deux puissances du Moyen-Orient. Justinien en profite pour reconquérir l'Afrique du Nord et se lancer dans l'invasion de l'Italie. Dès lors, les défenses en Orient sont négligées et Khosro, s'inquiétant du regain de puissance des Byzantins en Occident, en profite pour relancer la guerre en 540, espérant aussi s'emparer d'un butin important pour remplir les caisses impériales,.